# Hemerocallis
- Commons
- Wikispecies

 Hemerocallis  L. é um pequeno gênero botânico de plantas com flores pertencentes a família Hemerocallidaceae. O nome Hemeroccallis tem sua raiz no grego, significando dia e beleza, ou seja, beleza de um dia, fato que se refere à duração de apenas um dia de suas flores. Também são conhecidas como lírio-de-um-dia. Apesar do nome, não são lírios verdadeiros (Lilium, Liliaceae). As flores da maioria das espécies desabrocham pela manhã e murcham pela noite, sendo estas substituídas por uma ou mais na mesma inflorescência no dia seguinte. Algumas espécies florescem pela noite.
São originárias da Eurásia, nativas da Europa, China, Coreia e Japão. Suas grandes e vistosas flores com grande variedade de formas e flores a fazem plantas muito populares. Existem cerca de 60 milhares de cultivares registrados.

## Descrição
Plantas herbáceas, perenes, com rizoma. O escapo floral termina em uma inflorescência (2-5 flores) grandes e vistosas, actinomorfas, hermafroditas. Perigônio em dois verticilos, infundiliformes, tépalas unidas. Possui seis estames, em um dos verticilos, filamentos curtos, antera oblonga, deiscência longitudinal. Ovário súpero, tricarpelar, trilocular, lóculos pluriovulados, estame filiforme grande, estigma pequeno e ligeiramente engrossado. O fruto é uma cápsula trivalvar com ângulos arredondados.

## Uso culinário

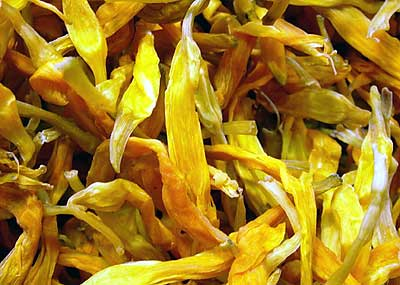
Agulhas douradas secas

As flores de algumas espécies são comestíveis e são vendidas frescas ou secas em mercados da Ásia. São conhecidas como agulhas douradas'‘. São usadas em sopas. Folhas jovens e verdes e tubérculos também são comestíveis. Essas plantas também possuem uso medicinal.

## Espécies
- Hemerocallis altissima Stout
- Hemerocallis aurantiaca Baker
- Hemerocallis citrina Baroni
- Hemerocallis cordata C.P.Thunberg ex A. Murray
- Hemerocallis coreana Nakai
- Hemerocallis darrowiana S.Y.Hu
- Hemerocallis dumortierii Morr
- Hemerocallis esculenta Koidz.
- Hemerocallis exaltata Stout
- Hemerocallis × exilis Satake
- Hemerocallis flava L.

- Hemerocallis forrestii Diels
- Hemerocallis fulva L.
- Hemerocallis hakuunensis Nakai

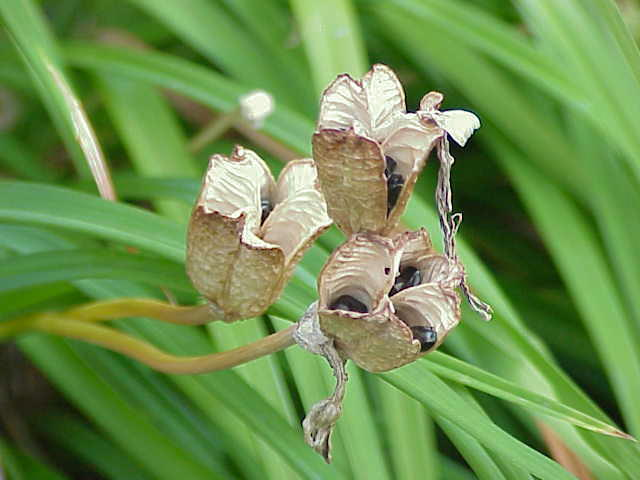
Hemerocallis minor Frutos secos

- Hemerocallis hongdoensis M.G.Chung &  S.S.Kang
- Hemerocallis japonica C.P.Thunberg ex A. Murray
- Hemerocallis lilioasphodelus L.
- Hemerocallis littorea Makino
- Hemerocallis micrantha Nakai
- Hemerocallis middendorffii Trautv. &  Mey.
- Hemerocallis minor Mill.
- Hemerocallis multiflora Stout
- Hemerocallis nana W.W.Sm.  &  Forrest

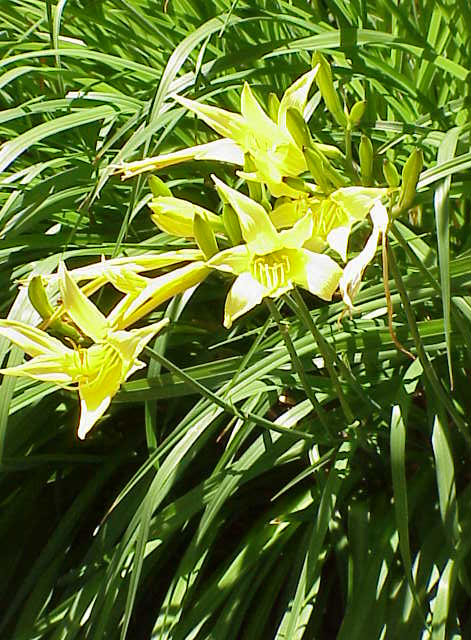
Hemerocallis thunbergii

- Hemerocallis × ochroleuca (hort. ex Bergmans)
- Hemerocallis pedicellata Nakai
- Hemerocallis plicata Stapf
- Hemerocallis sempervirens Araki
- Hemerocallis sendaica Ohwi
- Hemerocallis serotina Focke
- Hemerocallis × stoutiana Traub (hort.)
- Hemerocallis sulphurea Nakai
- Hemerocallis taeanensis S.S.Kang &  M.G.Chung
- Hemerocallis thunbergii Baker
- Hemerocallis × traubara Moldenke
- Hemerocallis × traubiana Moldenke
- Hemerocallis vespertina Hara
- Hemerocallis washingtonia Traub
- Hemerocallis × yeldara Traub
- Hemerocallis × yeldiana Traub
- Hemerocallis yezoensis Hara
- Lista completa

## Classificação do gênero
| Sistema | Classificação                     | Referência               |
| ------- | --------------------------------- | ------------------------ |
| Linné   | Classe Hexandria, ordem Monogynia | Species plantarum (1753) |

## Galeria de Imagens

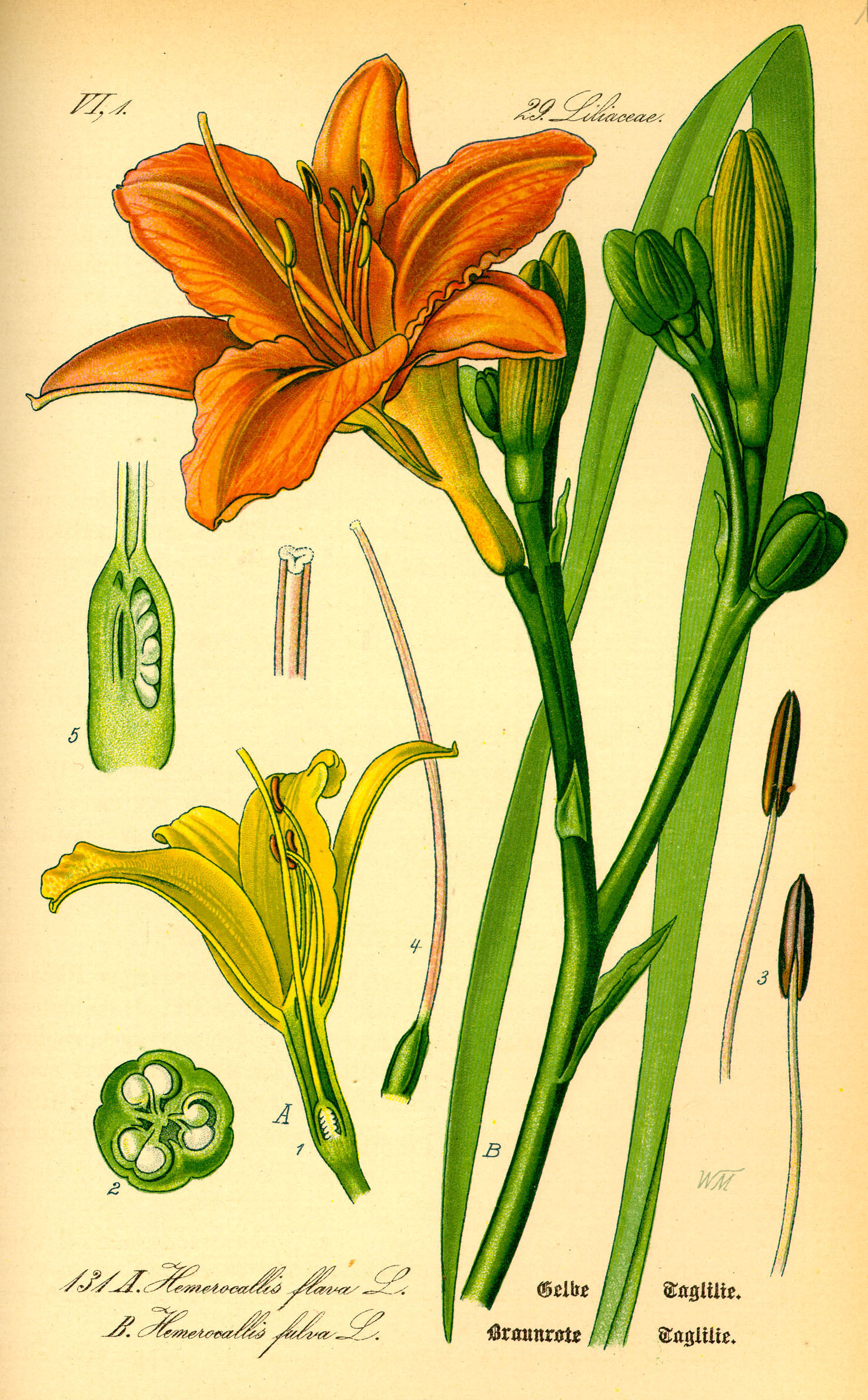
Hemerocallis fulva
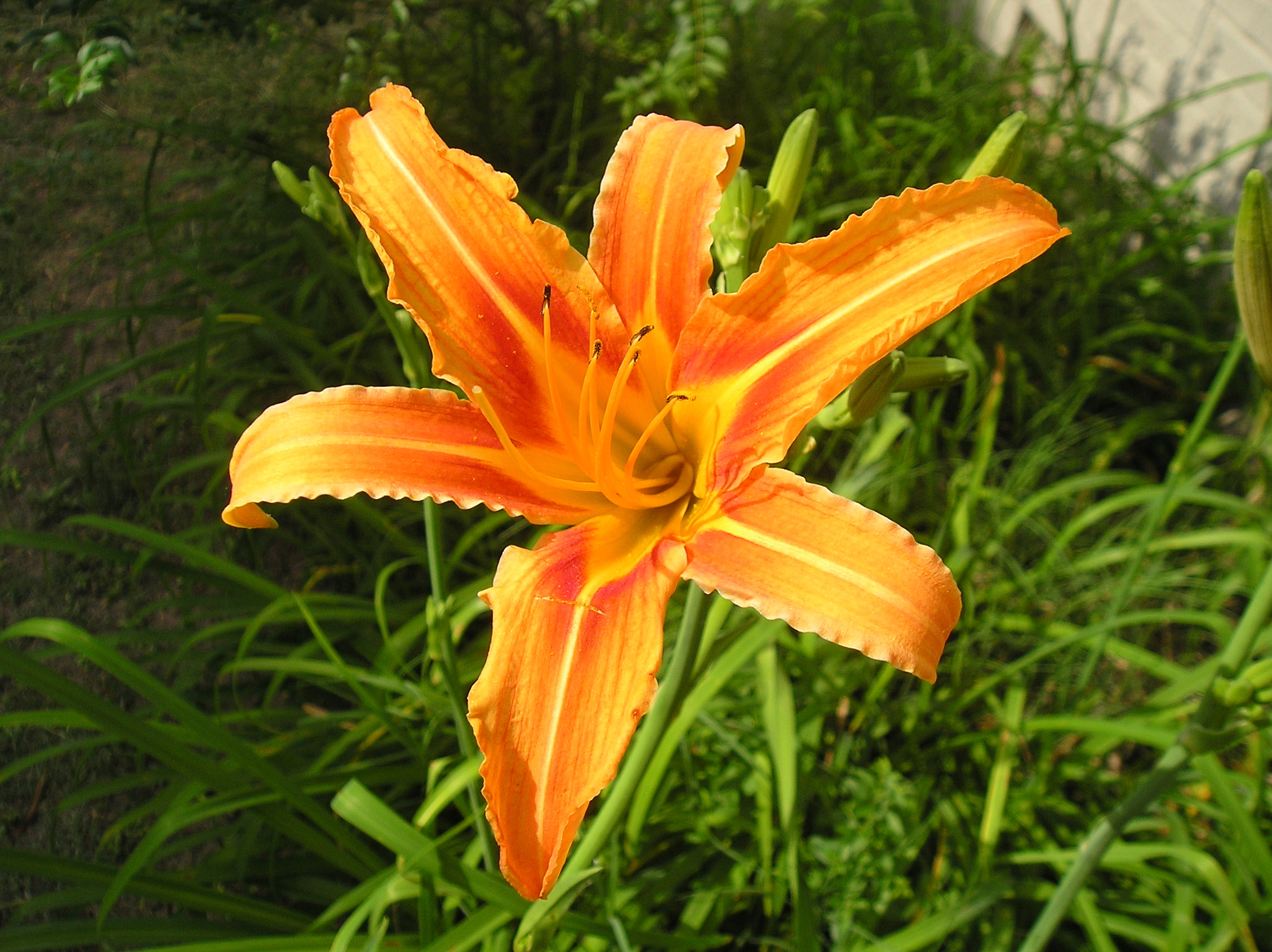
Hemerocallis fulva "Europa"
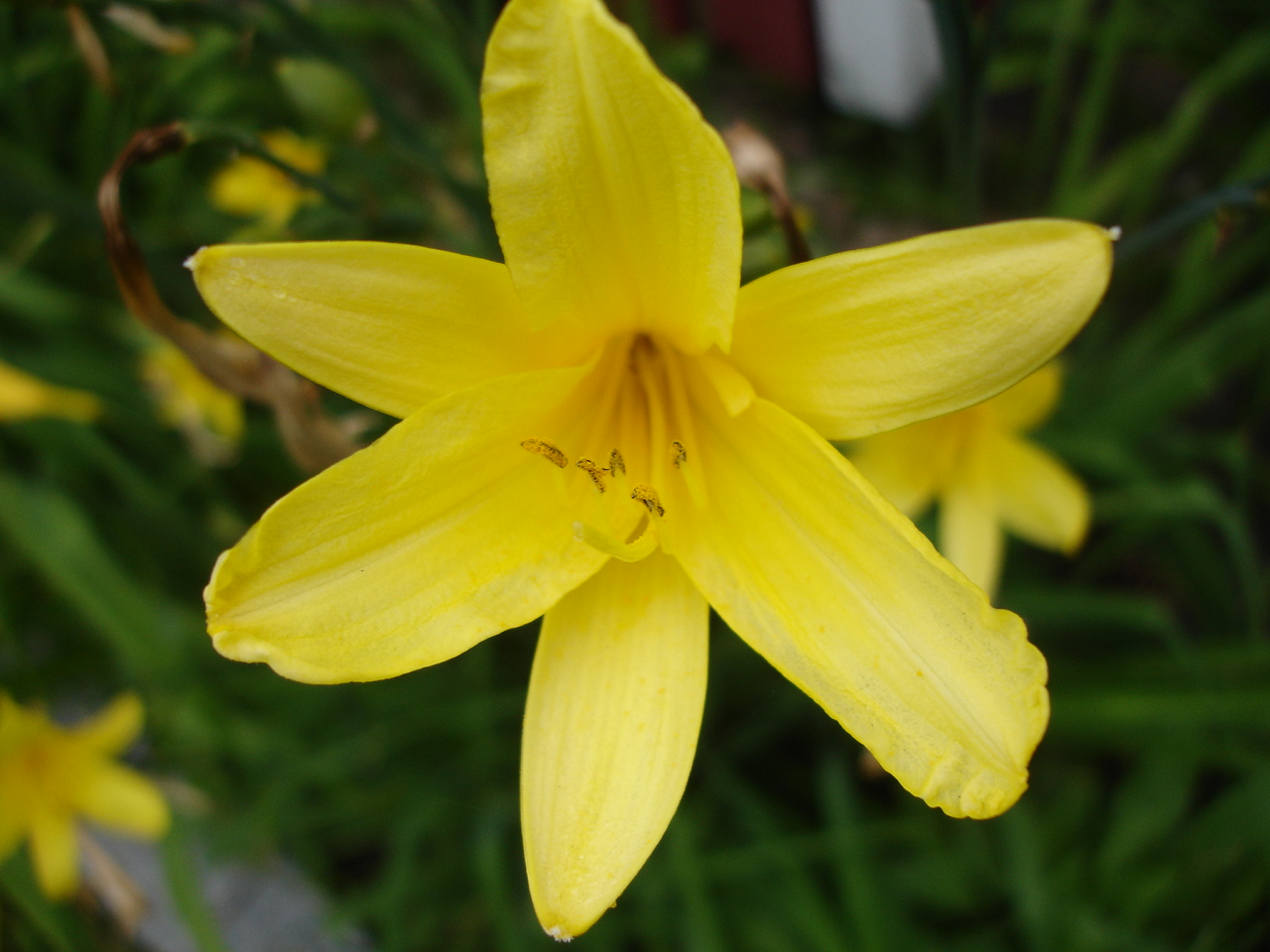
Hemerocallis lilioasphodelus
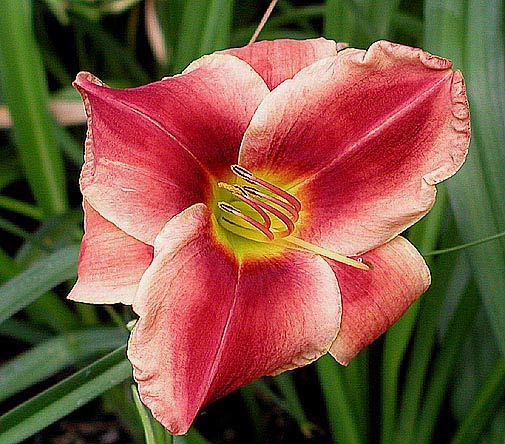
Hemerocallis "Ruby Spice"
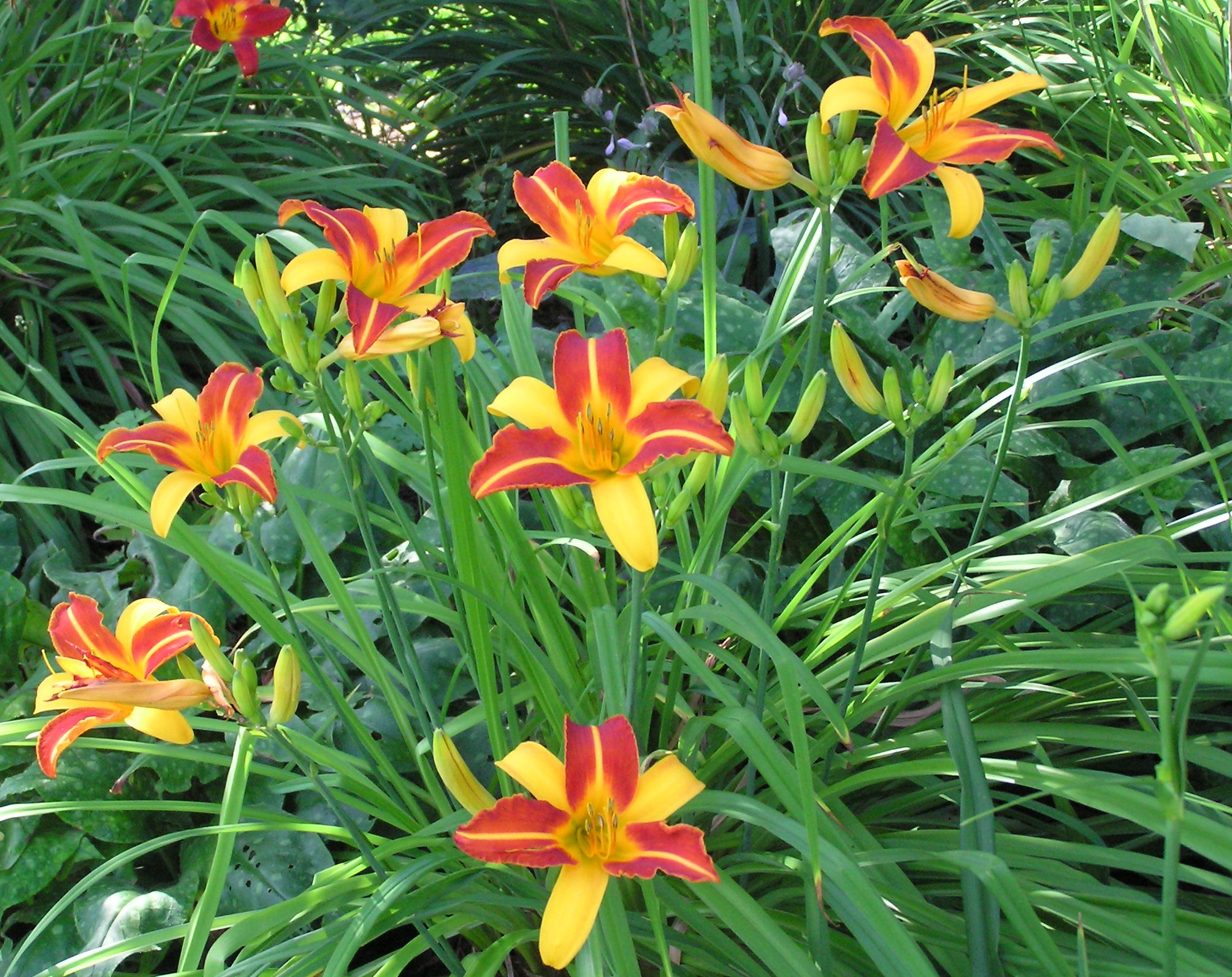
Hemerocallis "Frans Hals"
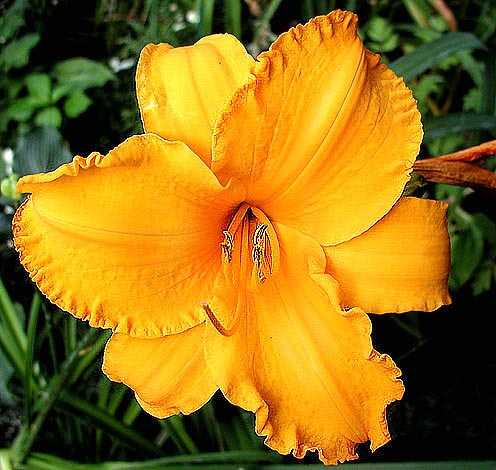
Hemerocallis "Intense Orange Gold"
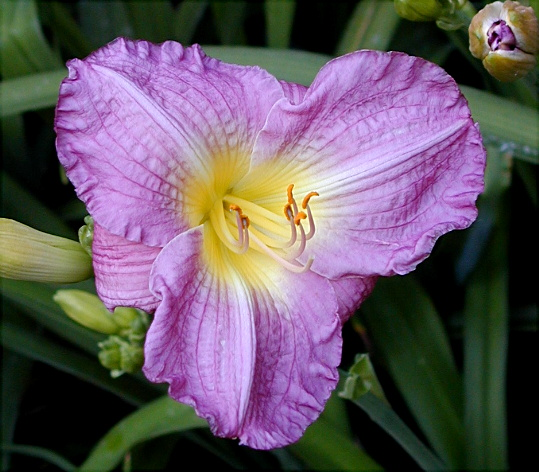
Hemerocallis "Lavander Blue"
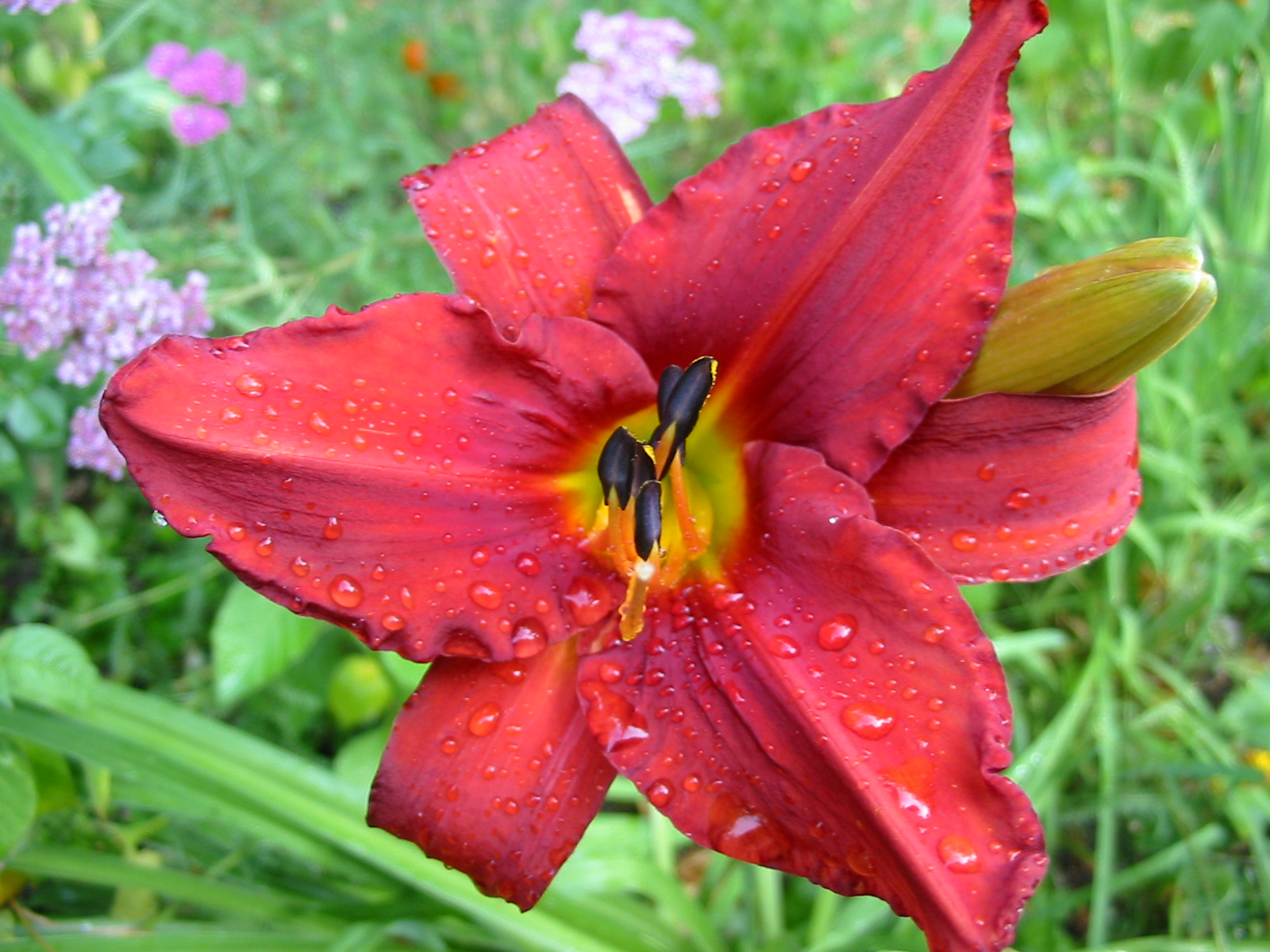
Hemerocallis
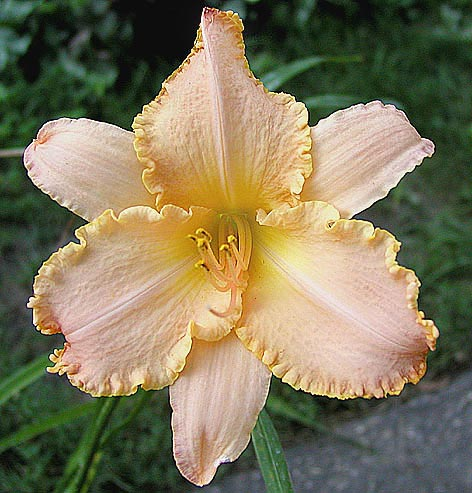
Hemerocallis "Sense"
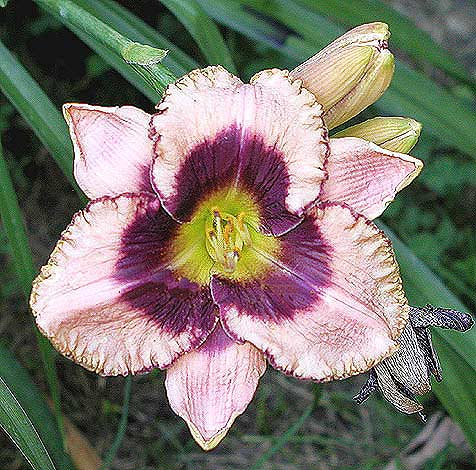
Hemerocallis "Daring Deception"
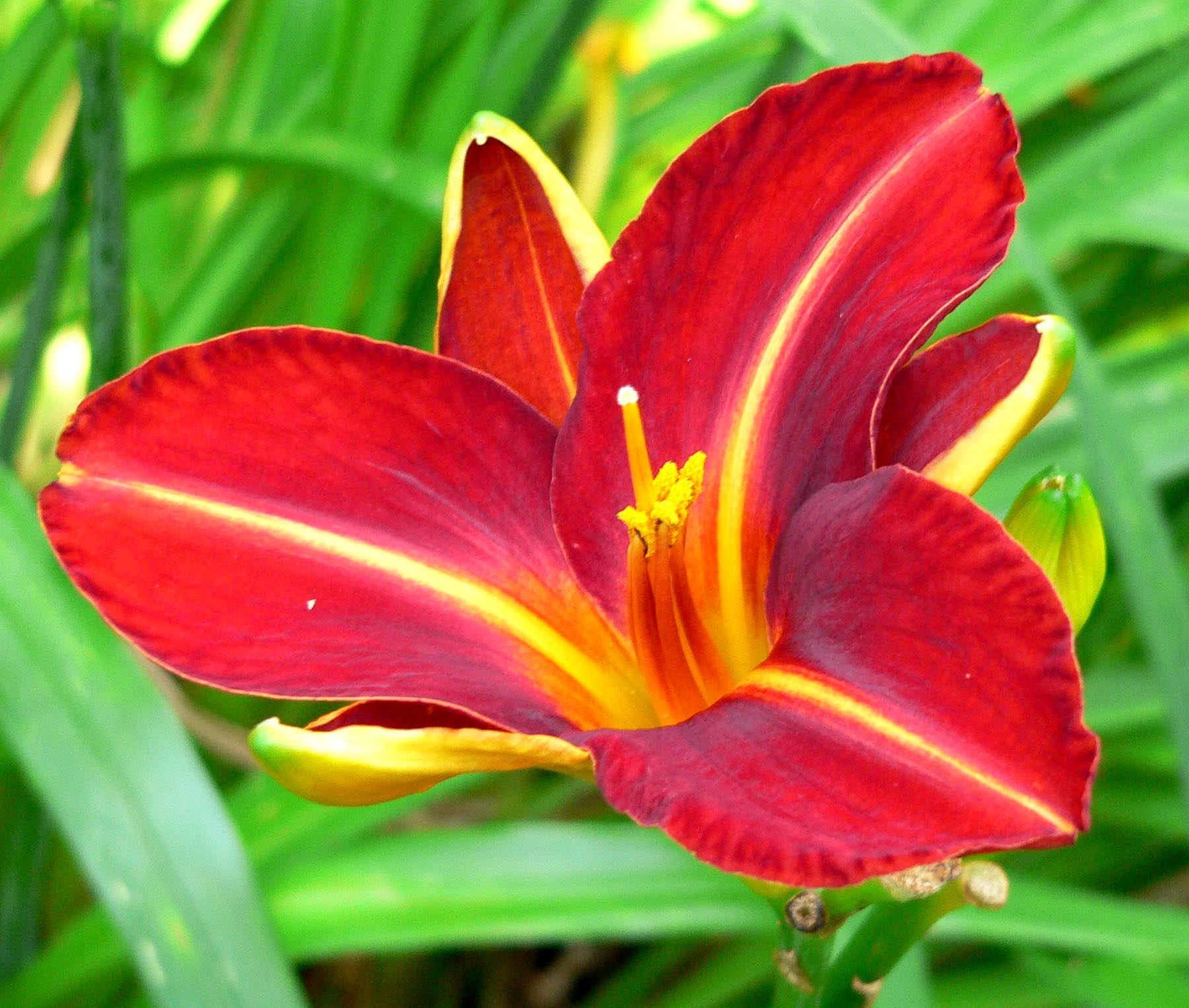
Hemerocallis "Lusty Lealand"
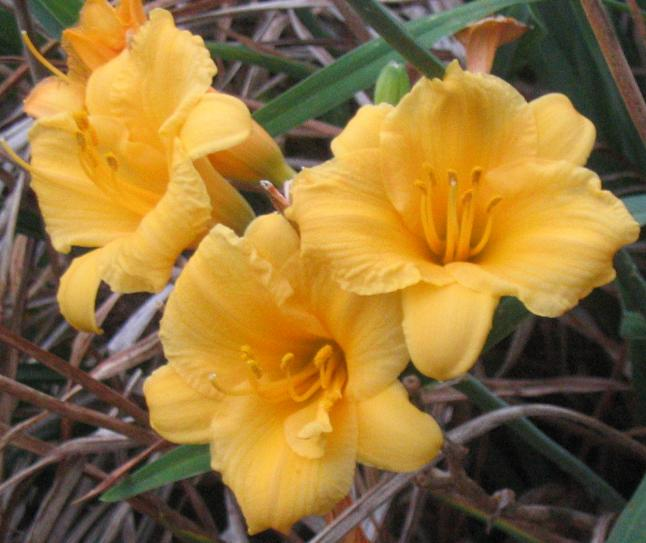
Hemerocallis "Stella de Oro"